# HD 208487
HD 208487 (Itonda) – gwiazda w gwiazdozbiorze Żurawia, oddalona o 147 lat świetlnych od Słońca. Jest to żółty karzeł, należy do typu widmowego G, tak jak Słońce, lecz jest od niego trochę większa i masywniejsza.

## Układ planetarny
W 2004 roku odkryto planetę HD 208487 b (Mintome), krążącą wokół tej gwiazdy w średniej odległości 0,51 au.
W 2005 Philip C. Gregory zasugerował istnienie drugiej planety, której okres obiegu miałby wynosić ok. 998 dni. Analiza danych obserwacyjnych przeprowadzona zespół naukowców pod kierunkiem J.T. Wrighta zakłada dwa możliwe rozwiązania – pierwsze to planeta o masie ok. 0,5 masy Jowisza i okresie obiegu ok. 1000 dni, drugie – planeta o masie 0,14 MJ i okresie obiegu 28,6 dni. Jednocześnie zespół nie wyklucza, że druga planeta w tym systemie w ogóle nie istnieje.

## Nazwa
Gwiazda ma nazwę własną Itonda, w języku myene odnoszącą się do wszystkiego, co jest piękne. Nazwa została wyłoniona w konkursie zorganizowanym w 2019 roku przez Międzynarodową Unię Astronomiczną w ramach stulecia istnienia organizacji. Uczestnicy z Gabonu mogli wybrać nazwę dla tej gwiazdy. Spośród nadesłanych propozycji zwyciężyła nazwa Itonda dla gwiazdy i Mintome dla planety b.